# Letord 9
Letord Let.9 byl těžký bombardér vzniklý ve Francii koncem první světové války. Jednalo se o rozměrný dvouplošník převážně konvenční konstrukce, s nestupněnými křídly o shodném rozpětí. Jeho ocasní plochy byly tvořeny jednoduchou svislou ocasní plochou trojúhelníkovitého tvaru, a dvouplošnými vodorovnými ocasními plochami. Dva motory byly instalovány v prostoru mezi nosnými plochami, a kola hlavního podvozku instalovaného pod motorovými gondolami byla zdvojená. Aéronautique militaire typ řadilo do kategorie BN.2 (dvoumístný noční bombardér).
Letoun nebyl sériově vyráběn, neboť přednost byla dána typu Caudron C.23.

## Specifikace
Údaje podle publikace French Aircraft of the First World War

### Technické údaje
- Posádka: 2 (pilot a pozorovatel)
- Délka: 14,95 m
- Rozpětí: 25,94 m
- Výška: 4,26 m
- Nosná plocha: 135 m²
- Prázdná hmotnost: 1 243 kg
- Vzletová hmotnost: 5 521 kg
- Pohonná jednotka: 2 × dvanáctiválcový vidlicový motor Liberty 12
- Výkon pohonné jednotky: 400 hp (298,3 kW)

### Výkony
- Maximální rychlost: 145 km/h ve výši 2000 m
- Vytrvalost: 6 hodin

### Výzbroj
- 500 kg pum (plánovaná)